# Šendžen
Šendžen (深圳) je grad u Kini, u njenoj južnoj pokrajini Guangdung. Graniči se s Hongkongom na jugu (preko reke Šam Čun), Huejdžouom na severoistoku, Dunguanom na severozapadu, a morsku granicu deli s gradovima Guangdžou (Kanton), Džungšan i Džuhaj na zapadu i jugozapadu. Ovi gradovi zajedno čine megalopolis poznat pod nazivom Delta Biserne reke.
Vodeći je svetski tehnološki centar, a često ga nazivaju i kineskom Silicijumskom dolinom. Status grada dobio je 1979. godine, a 1980. postaje prva specijalna ekonomska zona u Kini.
Prema popisu iz 2017, na teritoriji grada živi 12.905.000 stanovnika, dok lokalna policija i vlasti procenjuju da se stvaran broj kreće oko 20 miliona. Površina grada iznosi 2050 km², a gustina naseljenosti je oko 7400 stanovnika po km².
Sedište je Šendženske berze i brojnih multinacionalnih kompanija, kao što su Huavej, ZTE, OnePlus, Vanke, CIMC, Nepstar, Hasee.
Šendžen je treća najprometnija luka na svetu.

## Toponim
Najstarije zabeleženo ime najverovatnije potiče iz 1410. godine, iz perioda vladavine dinastije Ming. Lokalno stanovništvo odvode u pirinčanim poljima naziva džen (kineski: 圳; bukvalan prevod: jarak, odvod). Veruje se da je grad dobio ime po dubokom odvodu koji se nalazio unutar ovog područja.

## Istorija

### Praistorija–Ming era
Najraniji dokazi o naseljenosti današnjeg Šendžena datiraju još iz srednjeg neolita. Ljudska aktivnost na ovom području prisutna je više od 6700 godina, a stari gradovi Nantou i Dapeng, koji se danas nalaze na njegovoj teritoriji, osnovani su pre 1700 i 600 godina, respektivno. Narod Haka doselio se na ovaj prostor pre više od 300 godina.
Nakon što je car Ćin Ši Huang ujedinio Kinu pod dinastijom Ćin, ovo područje potpada pod jurisdikciju novoosnovanog okruga Nanhai, 214. godine pre nove ere. Godine 331, uprava dinastije Istočni Đin podelila je Nanhai na dva okruga: Dunguan na severu i Bao’an na jugu, a oba su bila pod upravom prefekture Dunguan. Godine 590. uprava dinastije Suej ponovo je objedinila ova dva okruga u okrug Nanhai, sa sedištem u gradu Nantou, što je 757. godine poništeno od strane dinastije Tang.
Nantou i okolina postaju važan centar trgovine solju i začinima u Južnom kineskom moru za vreme vladavine dinastije Sung. Ovo područje postaje poznato po proizvodnji bisera za vreme dinastije Juan. Bitka kod Tunmena, u kojoj je dinastija Ming porazila portugalsku mornaricu, vodila se južno od Nantoua. Godine 1573. uprava dinastije Ming raspustila je okrug Bao’an i formirala okrug Sin'an sa sedištem u Nantou, iz kojeg se upravljalo oblastima današnjeg Šendžena i Hongkonga. Okrug Sin’an je trgovao prevashodno solju, čajem, začinima i pirinčem.

### Ćing era–1940-e
Kako bi sprečila pobunu lojalista dinastije Ming na kineskoj obali, koje je predvodio Dženg Čengung (Koksinga), nedavno formirana uprava dinastije Ćing odlučila je da reorganizuje priobalne provincije, usled čega je okrug Sin’an izgubio dve trećine svoje teritorije na račun okruga Dunguan. Godine 1669. Sin’an je u potpunosti inkorporiran u okrug Dunguan, da bi 1684. okrug Sin’an bio ponovo uspostavljen. Od 1688. u okrugu Sin’an postojalo je 28 gradova, od kojih se jedan zvao Šendžen.
Nakon što je u oba Opijumska rata (1842. i 1860) poražena od strane Ujedinjenog Kraljevstva, dinastija Ćing je, prema mirovnom sporazumu iz Nankinga i Pekinškoj konvenciji, bila primorana da Britancima trajno preda poluostrvo Kaulun i ostrvo Hongkong, koji su do tada bili u sastavu okruga Sin’an. Godine 1898. Ujedinjeno Kraljevsto je zakupilo ostatak Hongkonga – Nove teritorije – na 99 godina. Od 3076 km², kolika je bila površina okruga Sin’an, čak 1055,61 km² je predat Britancima.
Godine 1913. uprava Republike Kine preimenovala je okrug Sin’an u Bao’an, kako bi se izbegla zabuna s istoimenim okrugom u pokrajini Henan.
Tokom Drugog svetskog rata Japanci su okupirali Šendžen i Nantou, prisilivši upravu okruga Bao’an da se premesti u susedni Dunguan. Godine 1941. japanska vojska pokušala je da uđe u Hongkong preko mosta Lo Vu u Šendženu, što su Britanci onemogućili detoniranjem mosta. Nakon predaje Japana u maju 1945, uprava okruga Bao’an ponovo je vraćena u grad Nantou.

### 1950–1970-e
Četiri godine nakon uspostavljanja Narodne Republike Kine, sedište okruga Bao’an premešteno je iz Nantoua u ekonomski razvijeniji Šendžen. Od 1950-ih do kraja 1970-ih, Šendžen i okrug Bao’an primili su između 100.000 i 560.000 izbeglica koje su se zaputile u Hongkong nakon prevrata u kontinentalnoj Kini.
Godine 1979. okrug Bao’an preimenovan je u Grad Šendžen.  Iste godine Centralni komitet Komunističke partije Kine odobrio je plan za osnivanje Šekou industrijske zone u Šendženu radi obavljanja domaće i prekomorske trgovine, po uzoru na Hongkong i Makao.  Početkom aprila 1979, Stalni odbor pokrajine Guangdung predlaže Centralnom komitetu da se osnuje „zona trgovinske saradnje” u Šendženu, Džuhaju i Šantouu. Istog meseca, odlučeno je da prve ekonomske zone budu uspostavljene u Šendženu, Džuhaju, Šantouu i Sjamenu.
U novembru 1979. Šendžen je uzdignut na status grada na nivou prefekture.

### Specijalna ekonomska zona (1980–danas)
U maju 1980. godine Šendžen postaje prva specijalna ekonomska zona (SEZ) u Kini. Donete su regulative koje su se odnosile na privlačenje stranih investicija, autonomiju poslovanja, oporezivanje, devizno tržište, korišćenje zemljišta i prodaju proizvoda.
U martu 1981. dobija status subprovincijalnog grada. Postojali su planovi za uvođenje posebne valute u Šendženu, ali se od njih odustalo jer se smatralo da država ne treba da koristi dve valute.
U decembru 1990. godine osnovana je Šendženska berza, koja je u nadležnosti Kineske komisije za hartije od vrednosti. U februaru 1992. Stalni komitet Svekineskog narodnog kongresa dao je vladi Šendžena ovlašćenje da donosi lokalne zakone i propise.
Usled naglog ekonomskog razvoja grada, sve veći broj migranata iz kontinentalne Kine ide u Šendžen, za razliku od ranijih godina gde su zabeleženi brojni ilegalni pokušaji prelaza u Hongkong.
U Šendženu je održana 26. Letnja univerzijada (avgust 2011).
Godine 2019, centralna vlada u Pekingu predstavila je detaljan plan reformi koje će se sprovesti u Šendženu, uključujući ekonomski, politički, društveni i zdravstveni sektor. Cilj je da do 2025. godine Šendžen postane lider u inovacijama, javnom sektoru i zaštiti životne sredine.

## Geografija
Smešten je u delti Biserne reke, oko 100 km jugoistočno od Guangdžoua, glavnog grada pokrajine Guangdung.
U gradu ima preko 160 reka i kanala, a najpoznatije su Šendžen, Maudžou i Lunggang. Reka Šendžen izvire u podnožju planine Vutong, koja istovremeno predstavlja najvišu planinu u Šendženu (943,7 m). Postoji 24 veštačka jezera, čija je ukupna zapremina 525 miliona kubnih metara. Grad je okružen brojnim ostrvima, od kojih najveći deo pripada Hongkongu i Huejdžouu.

### Administrativna podela
Šendžen je podeljen na 10 okruga:
| Mapa                                                                         | Naziv okruga | Broj stanovnika (2014) | Površina (km²) |
| ---------------------------------------------------------------------------- | ------------ | ---------------------- | -------------- |
| Futian Luohu Nanšan Jantian Bao'an Lunggang Pingšan Lunghua Guangming Dapeng | Futian       | 1.357.103              | 78,65          |
| Futian Luohu Nanšan Jantian Bao'an Lunggang Pingšan Lunghua Guangming Dapeng | Luohu        | 953.764                | 78,75          |
| Futian Luohu Nanšan Jantian Bao'an Lunggang Pingšan Lunghua Guangming Dapeng | Nanšan       | 1.135.929              | 185,49         |
| Futian Luohu Nanšan Jantian Bao'an Lunggang Pingšan Lunghua Guangming Dapeng | Jantian      | 216.527                | 74,63          |
| Futian Luohu Nanšan Jantian Bao'an Lunggang Pingšan Lunghua Guangming Dapeng | Bao'an       | 2.736.503              | 398,38         |
| Futian Luohu Nanšan Jantian Bao'an Lunggang Pingšan Lunghua Guangming Dapeng | Lunggang     | 1.975.215              | 387,82         |
| Futian Luohu Nanšan Jantian Bao'an Lunggang Pingšan Lunghua Guangming Dapeng | Pingšan      | 311.557                | 167,00         |
| Futian Luohu Nanšan Jantian Bao'an Lunggang Pingšan Lunghua Guangming Dapeng | Lunghua      | 1.434.593              | 175,58         |
| Futian Luohu Nanšan Jantian Bao'an Lunggang Pingšan Lunghua Guangming Dapeng | Guangming    | 504.203                | 155,44         |
| Futian Luohu Nanšan Jantian Bao'an Lunggang Pingšan Lunghua Guangming Dapeng | Dapeng       | 133.821                | 295,05         |
| Futian Luohu Nanšan Jantian Bao'an Lunggang Pingšan Lunghua Guangming Dapeng | Ukupno       | 10.779.215             | 1996,78        |

### Klima
Iako se Šendžen nalazi na oko stepen južno od severnog povratnika, zahvaljujući sibirskom anticiklonu ima toplu, monsunsku i vlažnu suptropsku klimu. Prosečna godišnja temperatura je 22,9 °C. Najniža temperatura od 0,2 °C  izmerena je 11. februara 1957, a najviša 10. jula 1980 - 38,7 °C. 
Zime su veoma blage i relativno suve, a mrazovi retki, na šta delimično utiče i blizina Južnog kineskog mora. Leta su topla. Magla se najčešće javlja u zimu i proleće, a godišnje ima negde oko 106 maglovitih dana. Sezona kiša počinje u Aprilu i traje do kraja septembra ili početka oktobra. Godišnja količina padavina je oko 1970 mm.
| Klima Šendžena (1981–2010)            | Klima Šendžena (1981–2010) | Klima Šendžena (1981–2010) | Klima Šendžena (1981–2010) | Klima Šendžena (1981–2010) | Klima Šendžena (1981–2010) | Klima Šendžena (1981–2010) | Klima Šendžena (1981–2010) | Klima Šendžena (1981–2010) | Klima Šendžena (1981–2010) | Klima Šendžena (1981–2010) | Klima Šendžena (1981–2010) | Klima Šendžena (1981–2010) | Klima Šendžena (1981–2010) |
| Pokazatelj \ Mesec                    | .Jan.                      | .Feb.                      | .Mar.                      | .Apr.                      | .Maj.                      | .Jun.                      | .Jul.                      | .Avg.                      | .Sep.                      | .Okt.                      | .Nov.                      | .Dec.                      | .God.                      |
| ------------------------------------- | -------------------------- | -------------------------- | -------------------------- | -------------------------- | -------------------------- | -------------------------- | -------------------------- | -------------------------- | -------------------------- | -------------------------- | -------------------------- | -------------------------- | -------------------------- |
| Apsolutni maksimum, °C (°F)           | 29,1 (84,4)                | 28,9 (84)                  | 32,0 (89,6)                | 34,0 (93,2)                | 35,8 (96,4)                | 36,9 (98,4)                | 38,7 (101,7)               | 37,1 (98,8)                | 36,9 (98,4)                | 35,2 (95,4)                | 33,1 (91,6)                | 29,8 (85,6)                | 38,7 (101,7)               |
| Maksimum, °C (°F)                     | 19,8 (67,6)                | 20,2 (68,4)                | 22,7 (72,9)                | 26,3 (79,3)                | 29,5 (85,1)                | 31,1 (88)                  | 32,3 (90,1)                | 32,3 (90,1)                | 31,3 (88,3)                | 29,2 (84,6)                | 25,4 (77,7)                | 21,5 (70,7)                | 26,6 (79,9)                |
| Prosek, °C (°F)                       | 15,4 (59,7)                | 16,3 (61,3)                | 19,0 (66,2)                | 22,7 (72,9)                | 26,0 (78,8)                | 28,0 (82,4)                | 28,9 (84)                  | 28,7 (83,7)                | 27,7 (81,9)                | 25,3 (77,5)                | 21,2 (70,2)                | 17,0 (62,6)                | 23,0 (73,4)                |
| Minimum, °C (°F)                      | 12,5 (54,5)                | 13,8 (56,8)                | 16,5 (61,7)                | 20,3 (68,5)                | 23,6 (74,5)                | 25,6 (78,1)                | 26,3 (79,3)                | 26,1 (79)                  | 25,0 (77)                  | 22,5 (72,5)                | 18,2 (64,8)                | 13,8 (56,8)                | 19,6 (67,3)                |
| Apsolutni minimum, °C (°F)            | 0,9 (33,6)                 | 0,2 (32,4)                 | 3,4 (38,1)                 | 8,7 (47,7)                 | 14,8 (58,6)                | 19,0 (66,2)                | 20,0 (68)                  | 21,1 (70)                  | 16,9 (62,4)                | 9,3 (48,7)                 | 4,9 (40,8)                 | 1,7 (35,1)                 | 0,2 (32,4)                 |
| Količina kiše, mm (in)                | 26,4 (1,039)               | 47,9 (1,886)               | 69,9 (2,752)               | 154,3 (6,075)              | 237,1 (9,335)              | 346,5 (13,642)             | 319,7 (12,587)             | 354,4 (13,953)             | 254,0 (10)                 | 63,3 (2,492)               | 35,4 (1,394)               | 26,9 (1,059)               | 1.935,8 (76,214)           |
| Dani sa kišom (≥ 0.1 mm)              | 7,1                        | 10,1                       | 10,8                       | 12,7                       | 15,6                       | 18,5                       | 17,0                       | 18,3                       | 14,8                       | 7,6                        | 5,6                        | 6,0                        | 144,1                      |
| Relativna vlažnost, %                 | 71,7                       | 76,8                       | 79,5                       | 81,0                       | 81,7                       | 81,8                       | 80,5                       | 81,8                       | 78,8                       | 72,4                       | 68,4                       | 67,1                       | 76,8                       |
| Sunčani sati — mesečni prosek         | 138,7                      | 92,4                       | 94,9                       | 104,6                      | 146,4                      | 160,3                      | 215,6                      | 182,5                      | 169,9                      | 189,6                      | 175,8                      | 166,9                      | 1.837,6                    |
| Sunčano vreme — mesečni procenti      | 44                         | 31                         | 27                         | 29                         | 37                         | 43                         | 53                         | 47                         | 49                         | 55                         | 56                         | 53                         | 43,7                       |
| Izvor: Shenzhen Meteorological Bureau |                            |                            |                            |                            |                            |                            |                            |                            |                            |                            |                            |                            |                            |

## Partnerski gradovi
Šendžen je pobratimljen sa sledećim gradovima:
- Hjuston (SAD), od 1986.
- Breša (Italija), od 1991.
- Brizbejn (Australija), od 1992.
- Poznanj (Poljska), od 1993.
- Vjen (Francuska), od 1994.
- Kingston (Jamajka), od 1995.
- Lome (Togo), od 1996.
- Nirnberg (Nemačka), od 1997.
- Valonski Brabant (Belgija), od 2003.
- Cukuba (Japan), od 2004.
- Kvangjang (Južna Koreja), od 2004.
- Luksor (Egipat), od 2007.
- Samara (Rusija), od 2008.
- Haifa (Izrael), od 2012.
- Minsk (Belorusija), od 2014.
- Plovdiv (Bugarska), od 2014.
- Kanton Bern (Švajcarska), od 2015.
- Apija (Samoa), od 2015.
- Almere (Holandija), od 2016.
- Porto (Portugal), od 2016.
- Biškek (Kirgistan), od 2016.
- Pnom Pen (Kambodža), od 2017.
- Edinburg (Ujedinjeno Kraljevstvo), od 2019.

## Spoljašnje veze
- Zvanični veb-sajt
- Mapa grada
- Novosti o Šendženu (en.)
- Turističke informacije (en.)